# Русский мир (петербургская газета, 1871—1880)

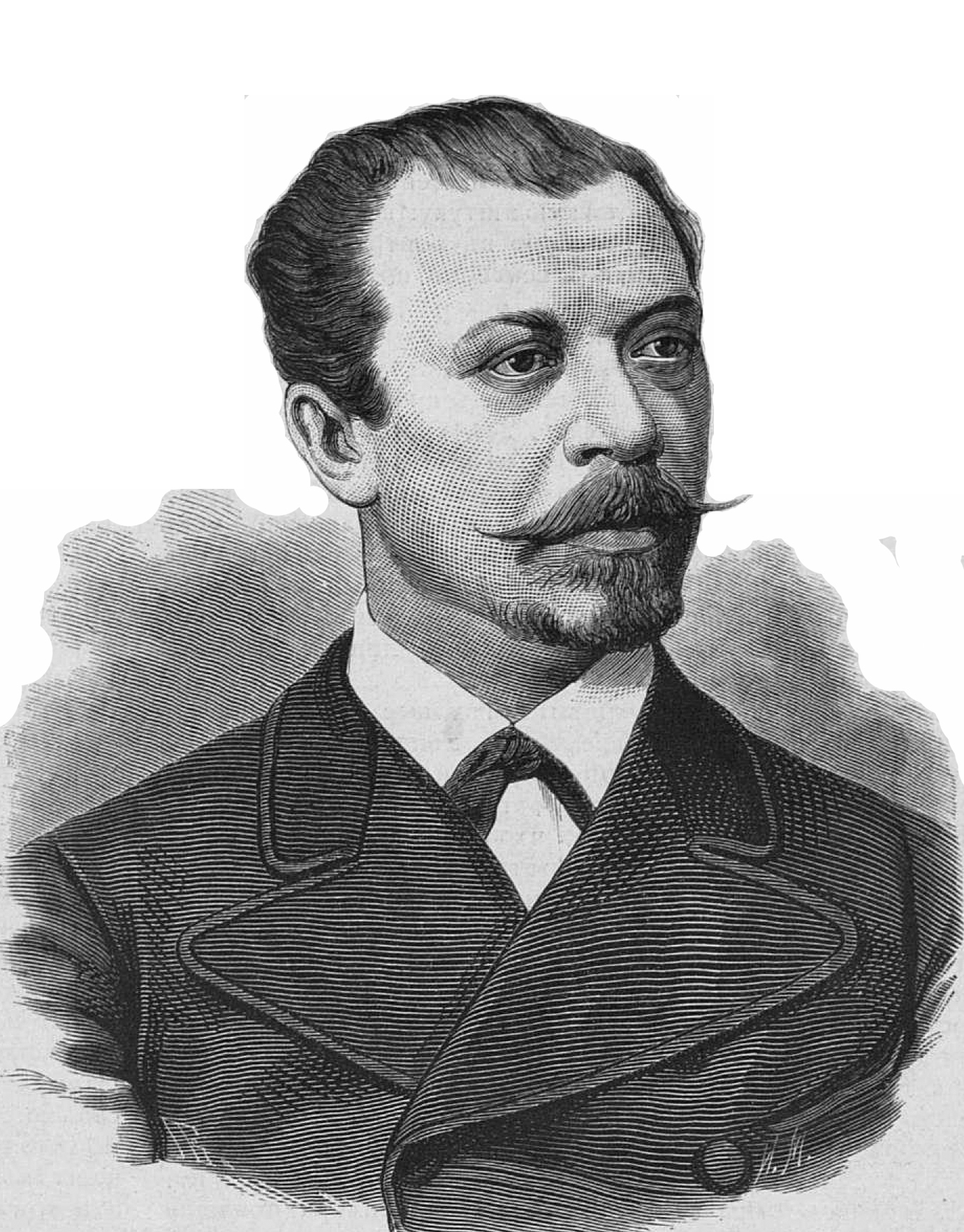
М. Г. Черняев, начало 1870-х годов

«Ру́сский мир» — русская ежедневная общественно-политическая газета, издававшаяся в Санкт-Петербурге в 1871–1880 годах.

## История
Издателями газеты «Русский мир» были: В. В. Комаров, П. А. Висковатов (они же были и редакторами), И. Пахитонов (при нём редактор Н. Стромилов), Михаил Григорьевич Черняев, Ф. Н. Берг, редакторами — М. Г. Черняев, затем Д. И. Стахеев, Ф. Н. Берг, Е. К. Рапп.
В конце 1879 года издание перешло к арендаторам, Н. Дементьеву и Х. Небе; редактором был Д. И. Стахеев.
Шесть раз была приостановлена розничная продажа газеты и три раза самое её издание: на три месяца (в 1875 и 1876 годах) и на четыре месяца (в 1879 году).
В 1880 году газета соединилась с «Биржевым вестником» стала выходить под названием «Биржевые ведомости».
При «Русском мире» в 1878—1879 годах выходили еженедельные литературные приложения.
Действительным основателем газеты был генерал М. Г. Черняев, с неудовольствием оставивший тогда военное ведомство и ожесточенно воевавший против преобразований графа Д. А. Милютина. Против других реформ Александра II воевал другой генерал — известный консервативный публицист Р. А. Фадеев. Против нового духа в литературе восставал, в критическом фельетоне, В. Г. Авсеенко.
В общем, однако, консерватизм «Русского мира» нельзя было поставить на одну линию с органами мракобесия. Несмотря на то, что газета считалась органом «старорусской» партии, её скорее можно было считать представителем чего-то вроде английского торизма, в конце концов не противящегося реформам, но только с тем непременным условием, чтобы в делах управления и самоуправления первенствующую и руководящую роль играл дворянско-землевладельческий класс.
В конце 1870-х годов, с переходом газеты к Е. К. Раппу, направление «Русского мира» резко изменилось; главными сотрудниками были Л. З. Слонимский (иностранный отдел), Н. М. Минский (воскресный фельетон) и С. А. Венгеров (критический фельетон).